# Angostylis
- Commons
- Wikispecies

Angostylis Benth.  é um género botânico pertencente à família Euphorbiaceae.

## Sinonímia
- Angostyles Benth. (Variante ortográfica)

## Espécies
Apresenta duas espécies:
- Angostylis tabulamontana Croizat
- Angostylis longifolia Benth.